# Krematoria v Českých Budějovicích
Krematoria v Českých Budějovicích se nacházejí na hřbitově sv. Otýlie. Staré krematorium bylo postaveno roku 1925, nové v letech 1975–1979 dle projektu architektů Jana Bendy a Borise Čepka.

## Historie

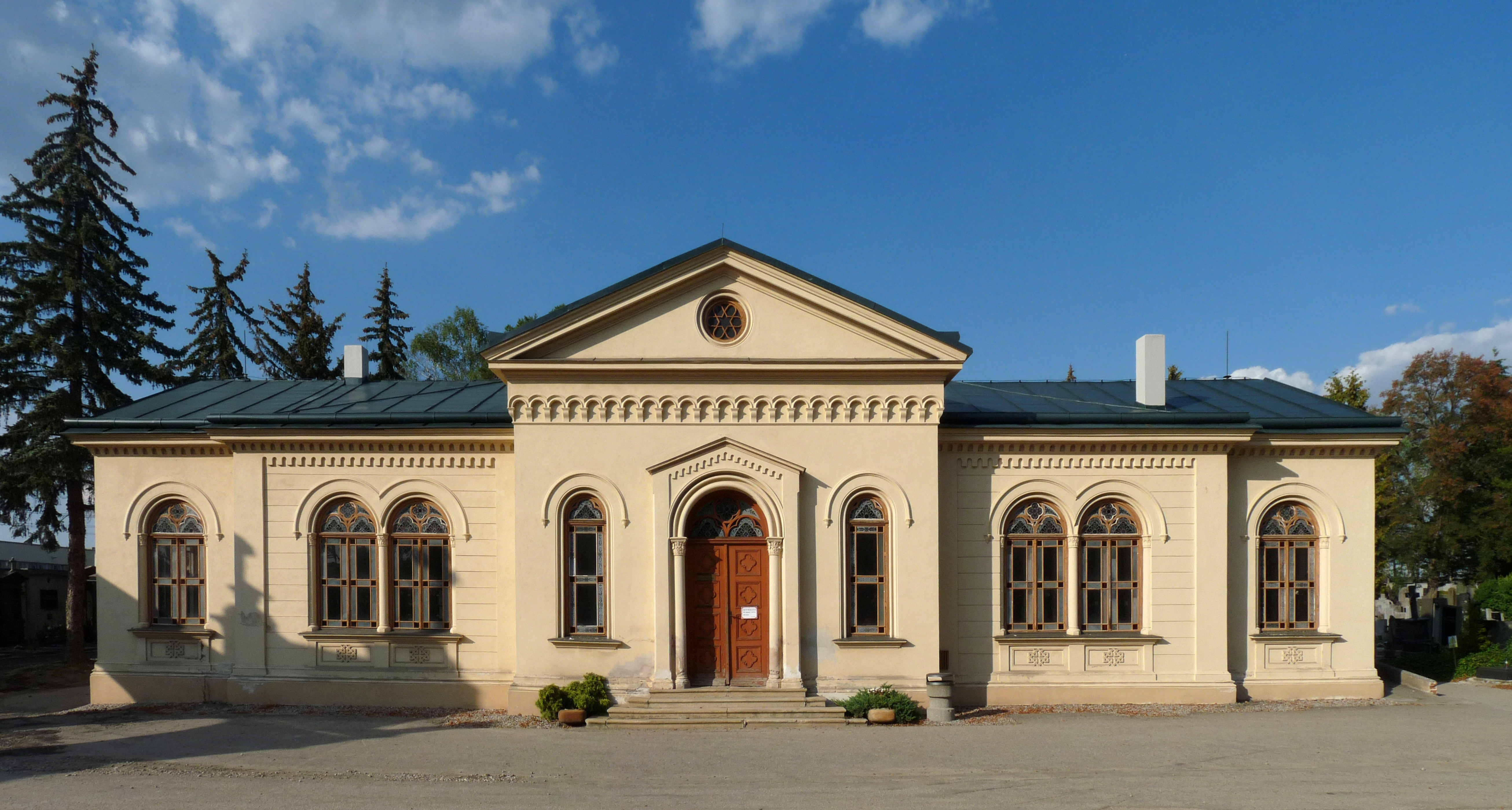
Bývalé krematorium z roku 1924

Staré budějovické krematorium bylo zřízeno v letech 1924–1925 nákladem města z adaptované umrlčí komory. Přestavbu provedla českobudějovická stavitelská firma A. Teverný podle projektu městského stavebního úřadu. Technologii dodala firma Julius Schmalz z Olomouce. Provoz byl zahájen 19. dubna 1925. První roky se zde uskutečnilo přibližně 50 kremací ročně. Po výstavbě nového krematoria byla budova stavebně upravena na kolumbárium, které stojí za hlavním vchodem po levé straně cesty naproti kapli svaté Otýlie.

### Nové krematorium
Staré krematorium již bylo kapacitně nevyhovující, proto v roce 1975 započaly Pozemní stavby Českých Budějovic s výstavbou nového krematoria mimo území pohřebiště. Autory projektu byli architekti Jan Benda a Boris Čepek, náklad na stavbu 26,659 mil. Kčs. Krematorium se smuteční síní, třemi pecemi a kancelářemi bylo uvedeno do provozu v lednu 1980. Počet žehů rostl z 1500 v době otevření až na současných 2500 ročně.
Budova je vybavena obřadní síní s kapacitou 48 sedících pozůstalých a třemi kremačními pecemi. Dekorace je dílem sochařky Arany Mertlové.
Před krematoriem je socha Plameny od sochařky Jarmily Malátové.